# El muerto
O Morto (no original em espanhol, El muerto) é um conto de Jorge Luís Borges, pertencente ao livro El Aleph (O Aleph).

## Enredo
O conto narra o percurso de um homem, pobre e nascido nos subúrbios de Buenos Aires, e de como conseguiu chegar a ser chefe de contrabandistas. Ao ver as oportunidades que o destino cada vez mais lhe oferecia, é tomado pela ambição e propõe-se a chegar cada vez mais alto; delineia planos, faz amizades, e por fim, inevitavelmente, consegue o que deseja. O destino parece estar do lado dele.
Este conto gira principalmente em volta da expressão "o destino dá, o destino tira". Numa noite, Benjamín Otálora (o personagem principal) percebe que o deixaram gozar, com ironia, crueldade e quase condescendência, de tudo o que conseguiu alcançar, antes de o atraiçoar e matarem. Percebe que foi um joguete nas mãos do destino, e que na verdade, não estava no controle de coisa alguma.